# فيسنتي وانشوب
فيسنتي وانشوب (بالإسبانية: Vicente Wanchope)‏ هو مدرب كرة قدم ولاعب كرة قدم كوستاريكي في مركز الهجوم، ولد في 19 يوليو 1946 في ليمون في كوستاريكا. شارك مع منتخب كوستاريكا لكرة القدم. أما مع النوادي، فقد لعب مع الرابطة الرياضية في ليمون.